# 岡邦行
岡 邦行（おか くにゆき、1949年11月10日 - ）は、日本のルポライター。ノンフィクション作家。
福島県南相馬市出身。法政大学社会学部卒業。出版社勤務を経て、フリーとなる。

## 著書
- 「長嶋茂雄をつくった男－昭和34年6月25日天覧試合陰のヒーロー」 1984年1月 三一書房 ISBN 978-4380842399
- 「プロ野球 これがドラフトだ！」 1993年11月 三一書房 ISBN 978-4380932793
- 「池永正明と、その時代」 1996年8月 三一書房 ISBN 978-4380962578
- 「野球に憑かれた男」 2000年4月 報知新聞社 ISBN 978-4831901347
  - 第3回「報知ドキュメント大賞」を受賞[2]
- 「伊勢湾台風－水害前線の村－」 2009年8月 ゆいぽおと ISBN 978-4877584252
- 「南相馬少年野球団フクシマ3.11から2年間の記録」 2013年6月 ビジネス社 ISBN 978-4828417134
- 「大島鎌吉の東京オリンピック」  2013年10月 東海教育研究所 ISBN 978-4486037811 [7]

ほか

## 連載
- 「たかだか人間！」 菅原文太 1990年 - 1991年（全58回） アサヒ芸能[8][9]
- 「メディアが伝えない新国立問題」 2015年 日刊ゲンダイ

ほか